# Curtiss XNBS-4
El Curtiss XNBS-4 (Model 36) fue un prototipo de bombardero nocturno biplano de los años 20 del siglo XX, construido por la Curtiss Aeroplane and Motor Company, para el Servicio Aéreo del Ejército de los Estados Unidos.

## Desarrollo
El XNBS-4 fue desarrollado por Curtiss como una mejora del Martin NBS-1. Se construyeron dos prototipos, el AS.68571 (que recibió el Número de Proyecto P-352 en McCook Field) y el AS.68572 (que recibió el P-434). El diseño no entró en producción debido a que no ofrecía mejoras significativas sobre el NBS-1.

## Operadores
Estados Unidos
- Servicio Aéreo del Ejército de los Estados Unidos

## Especificaciones
Referencia datos: National Museum of the United States Air Force and Aerofiles

### Características generales
- Tripulación: Cuatro
- Longitud: 14,2 m (46,5 ft)
- Envergadura: 27,5 m (90,2 ft)
- Altura: 4,8 m (15,7 ft)
- Perfil alar: Curtiss C-72[3]
- Peso cargado: 6257 kg (13 790,4 lb)
- Planta motriz: 2× motor lineal V-12 refrigerado por agua Liberty L-12A.
  - Potencia: 324 kW (447 HP; 441 CV) cada uno.

### Rendimiento
- Velocidad máxima operativa (Vno): 160 km/h (99 MPH; 86 kt)
- Velocidad crucero (Vc): 153 km/h (95 MPH; 83 kt)
- Velocidad de entrada en pérdida (Vs): 85 km/h (53 MPH; 46 kt)
- Alcance: 1000 km (540 nmi; 621 mi)
- Techo de vuelo: 4000 m (13 123 ft)

### Armamento
- Ametralladoras: 

  - 5 de 7,62 mm
- Bombas: 865 kg

### Secuencias de designación
- Secuencia Numérica (interna de Curtiss): ← 33 - 34A/G/I/O/C/D/E/H/K/P - 35 - 36 - 37 - 38 - 39 →
- Secuencia NBS-_ (Bombarderos Nocturnos de Corto Alcance del USAAS, 1919-24): NBS-1 - NBS-2 - NBS-3 - NBS-4